# Stefan Swieżawski

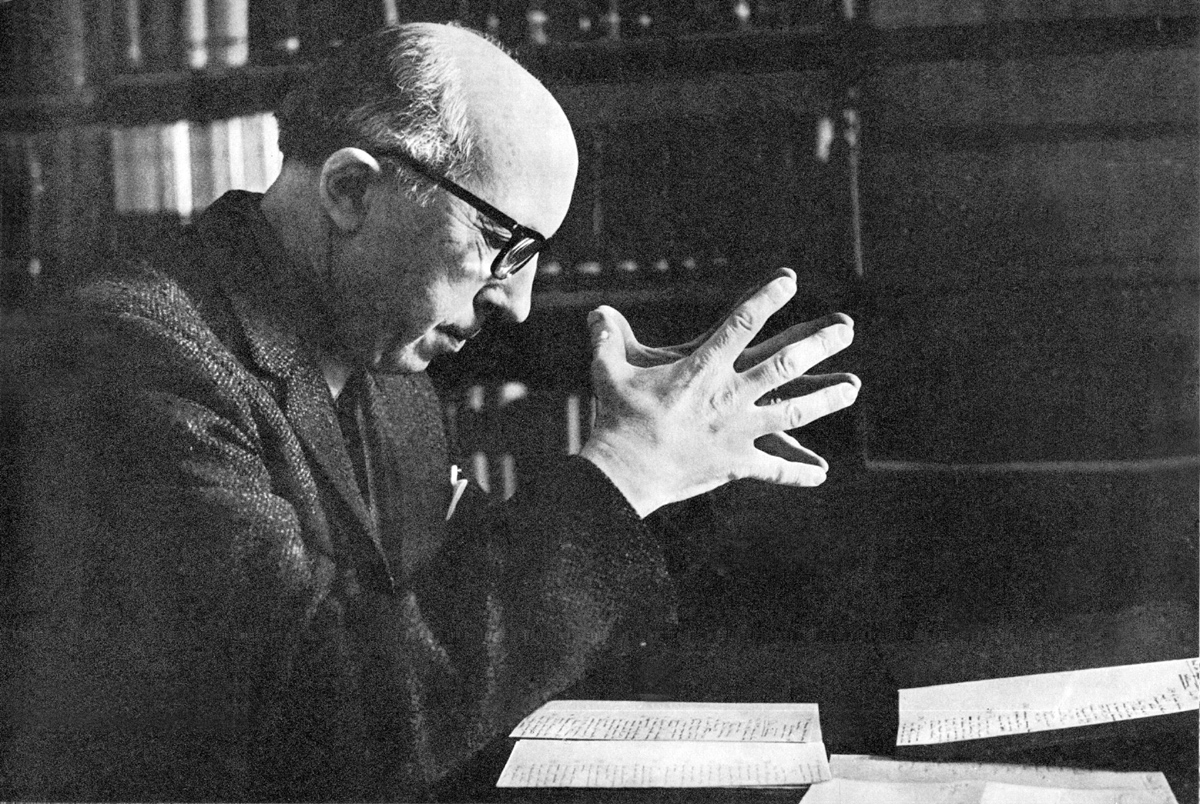
Stefan Swieżawski, 1968

Stefan Swieżawski (* 10. Februar 1907 in Hołubie; † 18. Mai 2004 in Konstancin-Jeziorna) war ein polnischer Philosoph. Er interessierte sich für die Geschichte der Philosophie, war Mitbegründer der Lubliner Philosophieschule und auch der Begründer der polnischen Schule der Geschichte der mittelalterlichen Philosophie.
Von 1925 bis 1929 studierte er Philosophie an der Philosophischen Fakultät der Jan-Kazimierz-Universität in  Lemberg bei Kazimierz Twardowski, Kazimierz Ajdukiewicz, Roman Ingarden und Geschichte bei Jan Ptaśnik. Von 1948 bis 1978 war er Leiter der Abteilung für Geschichte der Philosophie des Mittelalters und der Gegenwart an der Katholischen Universität Lublin.

## Werk
Er war der Verfasser von 200 wissenschaftlichen Publikationen, darunter 20 Bücher.
- Les intentiones premières et les intentions secondes chez Jean Duns Scot (AHDLMA 9 (1934), 205–260);
- Aperçu sur les recherches des médiévistes polonais dans le domaine de l’histoire de la philosophie (in: Die Metaphysik im Mittelalter. Ihr Ursprung und ihre Bedeutung, B 1963, 110–125)[1]